# 曹培昌
曹培昌（1945年5月29日—），1945年出生于北京。中国演员。1965年毕业于人民解放军艺术学院戏剧系。電視代表作品《東周列国戰国篇》的豫讓、《長征》的楊永泰、《射雕英雄傳》的黃藥師、《貞觀長歌》的長孫無忌、《少年康煕》的索尼。

## 表演作品

### 电视剧作品
- 1994年　《雪震》
- 1997年　《東周列国戰國篇》（飾演 豫讓）《塔山阻擊戰》《爆炸年代》
- 1999年　《突出重圍》《老子妻子和孩子》
- 2001年　《射雕英雄傳》（飾演 黄藥師）《長征》（飾演 楊永泰）《雷霆出擊》《乱世飄萍》（飾演 李鸿章）
- 2002年　《背叛》《奔騰向海洋》
- 2003年　《萍踪侠影》（飾演 云靖）
- 2004年　《国家使命》《一路陽光》
- 2005年　《少年康煕》（飾演 赫舍里·索尼）《共和国往事》
- 2006年　《貞觀長歌》（飾演 長孫無忌）《孔雀河》《超臨界》《国家權利》
- 2007年　《南越王》（飾演 任嚣）

### 电影作品
- 《老馬和一个背影》《五色旗下》
- 1986年　《密令截擊》
- 1987年　《三等国民》
- 1989年　《湖南和平起義》
- 1990年　《雄魂》《外灘龍蛇》
- 1993年　《独龍紋面女》
- 1997年　《大進軍之南線大追殲》